# António Evangelista Rodrigues
António Evangelista Rodrigues (14 de dezembro de 1888 — 27 de outubro de 1933) foi um oficial do Exército Português, ao tempo com o posto de tenente, morto durante uma tentativa de golpe militar contra o nascente regime do Estado Novo, envolvendo o Regimento de Infantaria n.º 10, de Bragança, no qual prestava serviço.

## Biografia
António Evangelista Rodrigues assentou praça no Exército Português em 1905. Depois de mais de uma década como praça e sargento, foi promovido a alferes em 1924 e a tenente em 1929, passando a prestar serviço no Regimento de Infantaria n.º 10, então aquartelado em Bragança.
Na noite de 27 de Outubro de 1933, quando estava de oficial de dia ao quartel do seu regimento, desencadeou-se um motim que visava iniciar um golpe militar contra o regime ditatorial saído do Golpe de 28 de Maio de 1926, incidente que ficaria conhecido pela Revolta de Bragança. 
A revolta, envolvendo elementos civis liderados pelo sargento Manuel Duarte Sacavém, transferido para Bragança no ano anterior, foi dominada, mas durante o combate o oficial de dia, tenente Evangelista Rodrigues, foi morto por uma bala disparada pelo cabo Ernesto Rodolfo Mascarenhas, depois julgado e condenado a prisão.
Considerado um mártir pelo regime, foi promovido postumamente a capitão, sendo atribuída uma pensão à família. O seu nome é recordado na toponímia de Lisboa.